# Boxeo en los Juegos Europeos de Minsk 2019
El torneo de boxeo en los II Juegos Europeos se realizó en el Palacio de Deportes Uruchie de Minsk (Bielorrusia) del 21 al 30 de junio de 2019.
En total fueron disputadas en este deporte 15 pruebas diferentes, 10 masculinas y 5 femeninas.

## Medallistas

### Masculino
| Evento                             | Oro                            | Plata                               | Bronce                                                    |
| ---------------------------------- | ------------------------------ | ----------------------------------- | --------------------------------------------------------- |
| Minimosca (49 kg) (30 de junio)    | Artur Hovhannisian · Armenia   | Sajil Alajverdovi · Georgia         | Regan Daly · Irlanda Federico Serra · Italia              |
| Mosca (52 kg) (29 de junio)        | Gabriel Escobar · España       | Daniel Asenov · Bulgaria            | Manuel Cappai · Italia Galal Yafai · Reino Unido          |
| Gallo (56 kg) (30 de junio)        | Kurt Walker · Irlanda          | Mykola Butsenko · Ucrania           | Peter McGrail · Reino Unido Sharafa Raman · Alemania      |
| Ligero (60 kg) (29 de junio)       | Dzmitry Asanau · Bielorrusia   | Gabil Mamedov · Rusia               | Otar Eranosian · Georgia Karen Tonakanian · Armenia       |
| Superligero (64 kg) (30 de junio)  | Hovhannes Bachkov · Armenia    | Sofiane Oumiha · Francia            | Enrico Lacruz · Países Bajos Luke McCormack · Reino Unido |
| Wélter (69 kg) (29 de junio)       | Pat McCormack · Reino Unido    | Jariton Agrba · Rusia               | Lorenzo Sotomayor · Azerbaiyán Yevhen Barabanov · Ucrania |
| Medio (75 kg) (30 de junio)        | Olexandr Jyzhniak · Ucrania    | Salvatore Cavallaro · Italia        | Andrej Csemez · Eslovaquia Michael Nevin · Irlanda        |
| Semipesado (81 kg) (29 de junio)   | Loren Alfonso · Azerbaiyán     | Benjamin Whittaker · Reino Unido    | Simone Fiori · Italia Gor Nersesian · Armenia             |
| Pesado (91 kg) (30 de junio)       | Muslim Gadzhimagomedov · Rusia | Uladzislau Smiahlikau · Bielorrusia | Toni Filipi · Croacia Cheavon Clarke · Reino Unido        |
| Superpesado (+91 kg) (29 de junio) | Viktor Vyjryst · Ucrania       | Mourad Aliev · Francia              | Marko Milun · Croacia Nelvie Tiafack · Alemania           |

### Femenino
| Evento                              | Oro                          | Plata                          | Bronce                                                 |
| ----------------------------------- | ---------------------------- | ------------------------------ | ------------------------------------------------------ |
| Mosca (51 kg) (30 de junio)         | Buse Çakıroğlu · Turquía     | Svetlana Soluyanova · Rusia    | Sandra Drabik · Polonia Gabriela Dimitrova · Bulgaria  |
| Gallo (57 kg) (29 de junio)         | Stanimira Petrova · Bulgaria | Michaela Walsh · Irlanda       | Daria Abramova · Rusia Jemyma Betrian · Países Bajos   |
| Ligero (60 kg) (30 de junio)        | Mira Potkonen · Finlandia    | Kellie Harrington · Irlanda    | Anastasiya Beliakova · Rusia Agnes Alexiusson · Suecia |
| Wélter ligero (64 kg) (29 de junio) | Karolina Koszewska · Polonia | Assunta Canfora · Italia       | Grainne Walsh · Irlanda Nadine Apetz · Alemania        |
| Medio (75 kg) (30 de junio)         | Lauren Price · Reino Unido   | Nouchka Fontijn · Países Bajos | Darima Sandakova · Rusia Elżbieta Wójcik · Polonia     |

## Medallero
| Núm. | País         | Oro | Plata | Bronce | Total |
| ---- | ------------ | --- | ----- | ------ | ----- |
| 1    | Reino Unido  | 2   | 1     | 4      | 7     |
| 2    | Ucrania      | 2   | 1     | 1      | 4     |
| 3    | Armenia      | 2   | 0     | 2      | 4     |
| 4    | Rusia        | 1   | 3     | 3      | 7     |
| 5    | Irlanda      | 1   | 2     | 3      | 6     |
| 6    | Bulgaria     | 1   | 1     | 1      | 3     |
| 7    | Bielorrusia  | 1   | 1     | 0      | 2     |
| 8    | Polonia      | 1   | 0     | 2      | 3     |
| 9    | Azerbaiyán   | 1   | 0     | 1      | 2     |
| 10   | España       | 1   | 0     | 0      | 1     |
| 10   | Finlandia    | 1   | 0     | 0      | 1     |
| 10   | Turquía      | 1   | 0     | 0      | 1     |
| 13   | Italia       | 0   | 2     | 3      | 5     |
| 14   | Francia      | 0   | 2     | 0      | 2     |
| 15   | Países Bajos | 0   | 1     | 2      | 3     |
| 16   | Georgia      | 0   | 1     | 1      | 2     |
| 17   | Alemania     | 0   | 0     | 3      | 3     |
| 18   | Croacia      | 0   | 0     | 2      | 2     |
| 19   | Eslovaquia   | 0   | 0     | 1      | 1     |
| 19   | Suecia       | 0   | 0     | 1      | 1     |
|      | TOTAL        | 15  | 15    | 30     | 60    |